# ديشار ألبي
ديشار ألبي (الاسم العلمي: Pteris alpina) هو نوع نباتي يتبع جنس الديشار من فصيلة الديشارية.